# Tritarifiuti

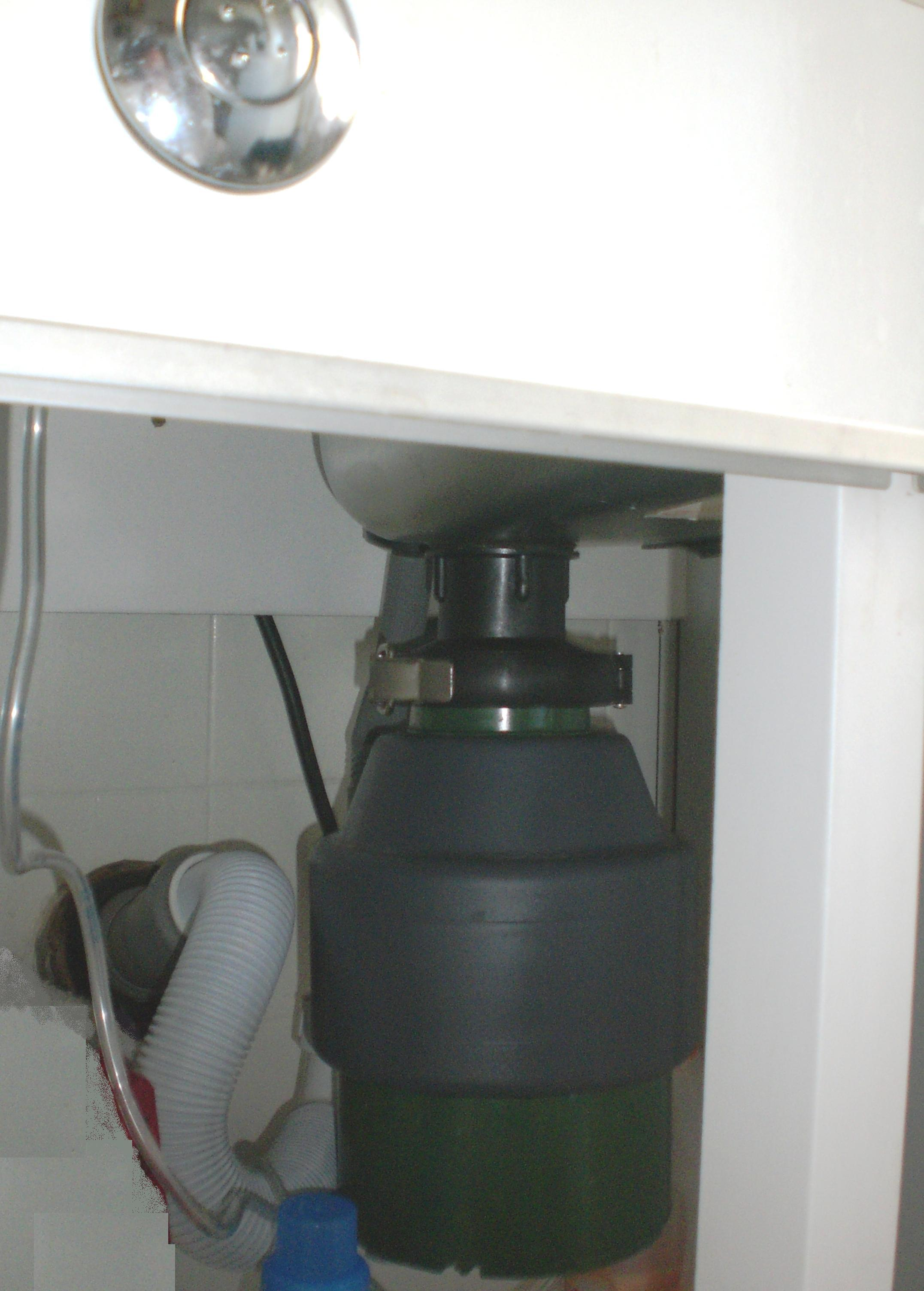
Tritarifiuti sotto un lavello da cucina

Il tritarifiuti, o dissipatore alimentare, è un elettrodomestico atto a trattare i rifiuti alimentari tritandoli in modo da poterli scaricare come acque reflue.
In questo modo non è necessario dovere raccogliere i rifiuti organici in appositi contenitori.

## Storia

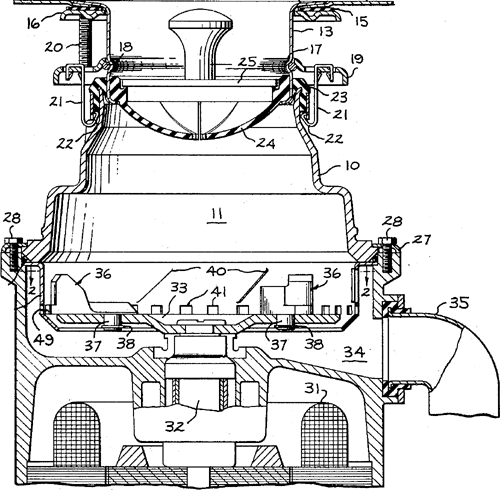
Sezione di un tritarifiuti nel brevetto di John W. Hammes

Questo elettrodomestico fu inventato nel 1927 da John W. Hammes, un architetto di Racine (Wisconsin, USA). Chiese il brevetto nel 1933 e gli venne concesso nel 1935. Fondò l'azienda InSinkErator che lo commercializzò per la prima volta nel 1940.
Hammes ebbe una disputa con la General Electric che introdusse un apparecchio tritarifiuti nel 1935.
In molte città americane negli anni '30 e '40 fu proibito l'uso di questi apparecchi. La InSinkErator spese notevoli risorse per convincere le municipalità a consentirne l'uso. Per tanti anni fu proibito a New York perché si pensava danneggiasse il sistema di raccolta rifiuti municipale. Dopo uno studio di 21 mesi del NYC Department of Environmental Protection il bando fu tolto nel 1997 con legge 1997/071 (amended section 24-518.1).
Nel 2008, la città di Raleigh, capoluogo della Carolina del Nord, bandì l'uso del tritarifiuti; il divieto venne tolto un mese dopo.

## Descrizione e funzionamento
Il tritarifiuti si installa sotto il lavello, in corrispondenza dello scarico. Generalmente non tritura gli scarti alimentari tramite lame, ma attraverso dei dischi metallici che girando spingono gli avanzi contro le pareti, riducendoli in poltiglia.
Facendo scorrere l'acqua, i rifiuti triturati vengono scaricati e raggiungono la fognatura. Per un uso diffuso di questo elettrodomestico, sarebbe necessario aumentare la potenzialità degli impianti di depurazione delle acque, in quanto lo smaltimento è di fatto spostato in questi ultimi.
Un motore elettrico a induzione ad alta coppia, di circa 250–750 watt (⅓ - 1 HP) fa girare un plattorello solidale all'albero motore. la velocità di rotazione varia tra 1.400–1.800 g/min. I motori tradizionali a spazzole girano a velocità maggiori (2.800g/min) e sono più rumorosi. Il motore a induzione inoltre è esente da malfunzionamenti dovuti a spazzole bagnate da perdite d'acqua dell'impianto di scarico. Il plattorello metallico che ruota ad alta velocità sminuzza i rifiuti che vengono a contatto con esso. Due alette sono montate all'estremità del plattorello e servono a far volare il triturato ai bordi della camera di scarico. Le corrugazioni presenti sul plattorello tritano il rifiuto fino a sminuzzarlo a dimensioni tali da permetterne il passaggio nelle aperture dell'anello, con il passaggio di acqua. Usualmente un tappo di gomma con l'apertura per il passaggio del rifiuto serve a evitare il ritorno verso il lavello del rifiuto in fase di triturazione, attenuandone anche il rumore.
Ci sono due tipi di tritarifiuti: quelli ad alimentazione continua e quello a inserimento. I primi attivano il motore e poi avviene l'inserimento del rifiuto. Il secondo tipo permette l'introduzione del rifiuto nella camera di triturazione e poi si avvia il motore. Un tappo chiude lo scarico del lavandino durante la triturazione; questo sistema è il più sicuro da cadute accidentali di oggetti nello scarico in fase di utilizzo.
Alcuni malfunzionamenti che bloccano il motore si possono risolvere facendo ruotare il plattorello in senso opposto con apposite chiavi in dotazione. Oggetti di metallo o altro materiale molto duro possono danneggiare irreparabilmente il tritarifiuti e anche l'utilizzatore. Problematico è anche il blocco dovuto a residui di cibo che non si riescono a far cadere nella camera di scarico, come residui fibrosi (Es: le bucce di patata).
Alcuni dispositivi di alto livello hanno funzioni autopulenti di rotazione contraria delle lame ogni certo numero di giri di rotazione normale.
Esistono dispositivi a funzionamento ad acqua ad alta pressione. Al posto un plattorello rotante con lame vi è un pistone con lame azionato ad acqua che tritura il rifiuto nella camera (camicia) del pistone. Questo richiede però una quantità di acqua notevole per il funzionamento.

## Impatto ambientale
Come gli altri tipi di rifiuti, gli scarti alimentari possono essere gettati via, possono anche essere dati in pasto agli animali o essere smaltiti tramite biodegradazione attraverso il metodo del compost o quello della digestione anaerobica per poi essere riutilizzati per arricchire il terreno.
I rifiuti alimentari gettati in discarica causano gravi danni ambientali e in quantità sono la più grande causa di creazione di gas metano. Durante la decomposizione causano cattivi odori, attraggono parassiti e insetti e hanno la capacità di aumentare la domanda biochimica di ossigeno (BOD) del percolato. Per questa ragione la direttiva dell'Unione europea relativa alle discariche e alla regolamentazione dei rifiuti, come in altri paesi, invita a separare i rifiuti organici da quelli che vanno genericamente raccolti nelle discariche.
I rifiuti alimentari possono anche essere trasformati in compost a casa, evitando completamente la raccolta centralizzata; inoltre, alcune istituzioni locali hanno deciso di sovvenzionare i sistemi di raccolta di compost domestici. Tuttavia sembra che la parte di popolazione disposta a smaltire i rifiuti in questo modo sia alquanto esigua. La digestione anaerobica produce anche alcuni utili prodotti gassosi e un materiale solido fibroso “compostabile”.
I rifiuti alimentari che arrivano nelle fognature attraverso i tritarifiuti sono trattati con altri liquami e vanno a comporre sostanze fangose.

## Riferimenti normativi

### In Italia
L'articolo 107, comma 3, del decreto legislativo 3 aprile 2006, n. 152, che ne regolamenta l'utilizzo in Italia è stato più volte modificato.
L'attuale testo consente l'utilizzo di tritarifiuti in determinate condizioni. Di seguito l'articolo 9-quater del decreto legge 6 novembre 2008, n. 172:
"Ai fini di una maggiore sostenibilità economica e gestionale dello smaltimento della parte organica dei rifiuti solidi urbani sul territorio nazionale e di una riduzione quantitativa dei rifiuti da avviare allo smaltimento finale, il comma 3 dell'articolo 107 del decreto legislativo 3 aprile 2006, n. 152, come modificato dal decreto legislativo 16 gennaio 2008, n. 4, è sostituito dal seguente:
«3. Non è ammesso lo smaltimento dei rifiuti, anche se triturati, in fognatura, ad eccezione di quelli organici provenienti dagli scarti dell'alimentazione trattati con apparecchi dissipatori di rifiuti alimentari che ne riducano la massa in particelle sottili, previo accertamento dell'esistenza di un sistema di depurazione da parte dell'ente gestore del servizio idrico integrato, che assicura adeguata informazione al pubblico anche in merito alla planimetria delle zone servite da tali sistemi. L'installazione delle apparecchiature è comunicata da parte del rivenditore al gestore del servizio idrico, che ne controlla la diffusione sul territorio»."
Lo stesso articolo ha abrogato la norma di cui all'art. 2, cc. 8-bis e 19, del decreto legislativo 16 gennaio 2008, n. 4, che modificava il comma 3 nei seguenti termini:
"3. Non è ammesso lo smaltimento dei rifiuti, anche se triturati, in fognatura".